# Xanthomyia nora
Xanthomyia nora är en tvåvingeart som först beskrevs av Doane 1899.  Xanthomyia nora ingår i släktet Xanthomyia och familjen borrflugor. Inga underarter finns listade i Catalogue of Life.